# Джон Оливър
Джон Уилям Оливър (на английски: John William Oliver) е английски комик, телевизионен водещ, политически коментатор, и понякога актьор. Той е водещ на вечерното шоу по телевизия HBO Last Week Tonight with John Oliver, което печели награда „Пийбоди“. Оливър е носител на пет награди Еми за праймтам и две награди „Writers Guild“.
Оливър добива популярност в САЩ с работата си за The Daily Show с Джон Стюарт. Той е съавтор на сатиричния подкаст The Bugle („Тръбата“) и води стендъп шоуто John Oliver's New York Stand-Up Show по Comedy Central. Оливър си сътрудничи изключително много с Анди Залцман, съвместната им работа включва стотици часове сатирични подкастове и радиопредавания, като Political Animal („Политическото животно“), The Department („Департаментът“), и The Bugle.
Стилът му е определян като „разследваща комедия“.

## Ранни години
Оливър е роден в Ердингтън, предградие на Бирмингам, но и двамата му родители са родом от Ливърпул. Майка му Керъл Оливър е учителкка по музика, а баща му Джим Оливър е училищен директор и социален работник. През 1998, Джон завършва колежа Крайст на Кеймбриджкия университет, където изучава английски. От средата до края на 1990-те членува в Cambridge Footlights, комедийна трупа на студенти от университета.

## Кариера

### Стендъп комедиант
Първата поява на Оливър на сцена е на единбургския фестивал Fringe през 2001 година като част от вечерното шоу The Comedy Zone, където играе ролята на „журналиста-подмазвач“. През 2002 г. пак на същия фестивал прави и соло дебюта си, със завръщания и през 2003, 2004 и 2005 година, когато вече сътрудничи със Залцман върху „Политическото животно“. Премества се в Ню Йорк, за да работи за The Daily Show и там се изявява като стендъп комик в малки клубове из целия град, впоследствие и като гост на по-големи сцени.
Според Едуард Хелмор в Гардиън, „неговият стил клони към онова, което американците най-много харесват у британците, той е преувеличен, пълен със странни акценти и маниеризми, в духа на Монти Пайтън.“ Оливър действително използва английската си култура като основен източник за своите шеги и описва акцента си като „мелез“ между бирмингамски, мърсисайдски и бедфордшърски влияния.

### Mock of the Week
Преди да се присъедини към The Daily Show, Оливър се появява на британския екран като панелист в сатиричното шоу Mock the Week („Подигравка на седмицата“). Той е чест гост на първите две серии от предаването през 2005 и 2006 г., като се появява в 7 от 11 епизода.

### The Daily Show
През юли 2006 г. Оливър се присъединява към The Daily Show with Jon Stewart („Ежедневното шоу на Джон Стюарт“) като негов старши британски кореспондент. Казва, че е интервюиран за шоуто след препоръка от комедианта Рики Джървейз, въпреки че двамата не са се срещали, но Джървейз е бил запознат с работата на Оливър. Оливър получава работата две седмици след интервюто и се появява на екран в деня след като за втори път пристига в Америка. Текстовете му за шоуто са отличени с награди „Еми“ през 2009, 2011 и 2012.
През лятото на 2013, Оливър е на екран като гост-водещ на The Daily Show за общо осем седмици докато Стюарс режисира филма си Rosewater. Представянето на Оливър получава положителни отзиви, като някои критици предполагат, че той трябва да наследи Стюарт като водещ на шоуто или да получи собствено шоу. Телевизия CBS обсъжда с Оливър възможността той да замени Крейг Фъргюсън в The Late Late Show. Три месеца след като Оливър е водил шоуто на Стюарт, телевизия HBO обявява, че дава на Оливър слот в програмата, в който да води свое собствено вечерно шоу.

### Last Week Tonight
На 27 април 2014 г. Джон Оливър започва да води своето собствено вечерно шоу Last Week Tonight with John Oliver, в което представя сатиричен поглед към новините, политиката и актуалните събития. През февруари 2015 г. първоначалният му двугодишен договор с HBO е продължен до края на 2017 г. Оливър твърди, че има пълната творческа свобода, включително и да критикува корпорации, благодарение на абонаментния модел на HBO, в който няма реклами. Работата на Оливър в щоуто му спечелва включването в класацията на сп. „Тайм“ за един от „Стоте най-влиятелни хора“ в света през 2015 г.
Сатиричните коментари на актуални новини и събития, които прави Оливър, са получавали признание за това, че са повлияли на законодателството, регулациите, съдебни решения и други аспекти на американската култура. Това влияние е наричано „Ефектът Джон Оливър“. Дължи се на петия епизод на шоуто, който се занимава с въпроса за мрежовата неутралност, въпрос, който преди това е смятан за твърде неясен и технически специализиран, за да представлява интерес за широката аудитория. Оливър документира проблеми, приписвани на интернет доставчиците и твърди, че Федералната комисия по съобщенията трябва да разреши тези проблеми с промени в интернет регулациите и насърчава дрителите да изпращат публични коментари през уебсайта на Комисията. Скоро след това сайтът не издържа на трафика и пада. Общо 3.7 милиона коментара по темата са получени на сайта на комисията, с което е регистриран най-големият обществен интерес в историята ѝ към въпрос от нейните компетенции. Репортери засичат и промени в отношението на Комисията към въпроса, като в крайна сметка са въведени строги правила за мрежовата неутралност, според които широколентовият достъп до интернет се класифицира като комунална услуга. Оливър получава признание за това, че е трансформирал дебата за мрежовата неутралност, като официалното видео в YouTube на този сегмент от шоуто е изгледан близо 12 милиона пъти (към септември 2016).
|  | Тази страница частично или изцяло представлява превод на страницата John Oliver в Уикипедия на английски. Оригиналният текст, както и този превод, са защитени от Лиценза „Криейтив Комънс – Признание – Споделяне на споделеното“, а за съдържание, създадено преди юни 2009 година – от Лиценза за свободна документация на ГНУ. Прегледайте историята на редакциите на оригиналната страница, както и на преводната страница, за да видите списъка на съавторите. ВАЖНО: Този шаблон се отнася единствено до авторските права върху съдържанието на статията. Добавянето му не отменя изискването да се посочват конкретни източници на твърденията, които да бъдат благонадеждни. |